# Mil (Azerbaigian)
Mil è un comune dell'Azerbaigian situato nel distretto di Beyləqan. Conta una popolazione di 1.975 abitanti.
| Controllo di autorità | VIAF (EN) 306413518 |